# Illegale immigratie
Illegale immigratie duidt op menselijke immigratie over de staatsgrenzen van landen op een dergelijke wijze dat het de immigratiewetten van die landen schendt. Mensen die zich hieraan schuldig maken worden illegale immigranten of illegalen genoemd. Illegale immigratie gebeurt vaak naar landen waar zaken als arbeidsplaatsen, onderkomens en sociaal-etnische netwerken voorhanden zijn.
Illegale immigratie kan een permanent karakter hebben wanneer het is gericht op het verwisselen van een woonplaats in een land voor die in een ander land waarvan men hoopt dat men het beter krijgt. Bij illegale arbeidsmigratie (vaak in de vorm van pendelmigratie of circulaire immigratie) blijft daarentegen de woonplaats veelal behouden en keert de immigrant na verloop van tijd vaak weer terug.
Soms is het ook verboden om zonder toestemming te emigreren over de staatsgrenzen, hetgeen wordt aangeduid als illegale emigratie.

## Oorzaken
De meeste illegale immigratie vindt plaats van landen met een laag naar landen met een hoog sociaal-economisch niveau; vaak van ontwikkelingslanden naar ontwikkelde landen. Illegale immigratie kent vele motivaties, waarvan echter de zoektocht naar betere werk- en levensomstandigheden de belangrijkste is. Daarbij worden de kansen en voordelen van het succesvol migreren naar het land van doel door de immigrant groter geacht dan de kosten. Deze kosten kunnen zaken omvatten als het restrictieve leven als illegale immigrant in het bestemmingsland, het verlaten van familie en levenswijzen en de mogelijkheid gepakt te worden met daaruit voortvloeiende sancties. Deze paragraaf is met name toegespitst op de immigratie van Mexicanen in de Verenigde Staten.

### Neoklassieke model
Het neoklassieke economisch model kijkt alleen naar de kans op succes bij het immigreren en vinden van werk en naar de vergroting van het werkelijk inkomen dat een illegale immigrant kan verwachten. In deze uitleg spelen de begrippen "push" en "pull" een belangrijke rol; hoeveel "pull" een bepaald bestemmingsland heeft in termen van beter betalende banen en verbeteringen in levenskwaliteit en hoeveel "push" een bepaald thuisland heeft in de vorm van negatieve omstandigheden, zoals gebrek aan werk of economische mobiliteit (kans op verbeteren van economische status).
De neoklassieke theorie kijkt verder naar de kans op succesvolle illegale immigratie, waarvoor factoren worden genoemd als geografische nabijheid (afstand tussen landen), grensbewaking, de kans op en de consequenties van gearresteerd te worden, hoe gemakkelijk het is illegaal werk te vinden en de kansen op legalisering in de toekomst. Het model concludeert dat illegale arbeiders in het bestemmingsland een toevoeging en concurrentie vormen voor de groep van ongeschoolde arbeiders. Illegale arbeiders zijn binnen dit model succesvol in het vinden van werk doordat ze bereid zijn om lagere lonen (soms tot onder het minimumloon) te ontvangen dan arbeiders die in het bestemmingsland zijn geboren. De Amerikaanse econoom George J. Borjas ondersteunt bepaalde aspecten van dit model in een onderzoek waarin hij concludeert dat de netto-inkomens van Amerikaanse arbeiders tussen 1980 en 2000 daalden met 9% als gevolg van concurrentie van illegale arbeidsmigranten.
Immigratiewetenschappers als Gordon Hanson en Douglas Massey hebben het model echter bekritiseerd omdat het versimpeld is en geen rekening houd met tegengesteld bewijs, zoals in het geval van de Amerikaanse immigratie de lage netto illegale immigratie vanuit Mexico naar de VS van voor de jaren 1980 ondanks significante economische ongelijkheden. Om beter rekening te houden met andere factoren zijn een groot aantal verbeteringen gesuggereerd, waarvan hieronder een aantal staan vermeld.

### Handelsliberalisering
De laatste decennia proberen ontwikkelingslanden de voordelen uit globalisering te halen door lid te worden van verdragen die gericht zijn op het liberaliseren van de handel. Maar de snelle opening van thuismarkten kan leiden tot de verschuiving van grote groepen landbouwers of ongeschoolde arbeiders, die eerder werk en betere leefomstandigheden zullen zoeken door middel van illegale emigratie. Dit is een vaak gehoord argument om aan te geven waarom de North American Free Trade Association (NAFTA) mogelijk Mexicaanse boeren die niet in staat waren om te concurreren met de hogere productiviteit van de Amerikaanse landbouw tot armoede zou hebben gebracht. NAFTA zou ook mogelijk verantwoordelijk zijn voor een onverwachte verhoging van de opleidingseisen voor een banen in de Mexicaanse industrie, aangezien de eruit voortvloeiende maquiladoras exportproducten produceerden die vaardigheden en opleidingen vereisten die veel ongeschoolde arbeiders niet bezaten.

### Structurele vraag in ontwikkelde landen
Douglas Massey stelt dat een vertakking van de arbeidsmarkt in ontwikkelde landen zorgt voor structurele vraag naar ongeschoolde immigranten om de lage baantjes te vervullen die bewoners die in een bestemmingsland zijn geboren niet meer willen, voor welk loon dan ook. Volgens deze theorie hebben postindustriële economieën een groeiend gat tussen enerzijds goedbetaalde kantoorbanen (white-collar) die steeds hogere opleidingsniveaus en "menselijk kapitaal" vereisen en waarvoor mensen die er zijn geboren (en legale immigranten) de juiste kennis en vaardigheden bezitten en anderzijds ongeschoolde banen die worden gestigmatiseerd en waarvoor geen opleiding vereist is. Deze "onderklasse"-banen omvatten werkzaamheden als het oogsten van gewassen, activiteiten in de groenvoorziening en de bouw, schoonmaakwerk en allerhande baantjes in de horeca, elk waarvan een disproportioneel aantal illegalen telt.
Sinds de neergang van de middenklassebanen voor arbeiders in productie en industrie kiezen jongere ingeboren generaties ervoor om hogere diploma's te behalen daar "respectabele" arbeiderscarrières voor ongeschoolde arbeiders niet meer bestaan. Het merendeel van de nieuwe arbeidersbanen bestaat uit hierboven reeds vermeld "onderklasse" werk, waarvoor negatieve factoren gelden als onzekerheid (bijvoorbeeld tijdelijke banen versus een carrière in een fabriek), ondergeschikte rollen en vooral gebrek aan mogelijkheden om hogerop te komen. Tegelijkertijd zijn startersbanen op kantoor veel aantrekkelijker, daar deze ingeborenen wel de mogelijkheden bieden om toegang te verkrijgen tot de heersende opgeleide bevolkingsklasse, zelfs wanneer deze even veel of minder verdienen dan handwerk.
Om deze redenen stelt deze theorie dat in een ontwikkeld land als de Verenigde Staten waar momenteel slechts 12% van de beroepsbevolking niet ten minste de highschool (middelbare school) heeft afgerond er een gebrek bestaat aan ingeborenen die geen andere keuze hebben dan baantjes te vervullen die niemand wil doen. Illegale immigranten daarentegen hebben vaak minder onderwijs gevolgd. Zo hebben van alle illegale Mexicaanse immigranten in de Verenigde Staten slechts 30% de middelbare school afgerond.. Illegale immigranten zijn echter alleen gemotiveerd om banen uit de "onderklasse" te vervullen omdat deze relatief gezien veel beter worden betaald dan in eigen land. Daarbij verwachten veel illegale arbeidsmigranten dat ze slechts tijdelijk zullen werken in het bestemmingsland, waardoor minder belang wordt toegekend aan gebrek aan doorgroeimogelijkheden. Amerikaanse bewijs hiervoor kan worden gezien in een onderzoek van het Pew Hispanic Center onder 3000 illegale Mexicaanse immigranten in de Verenigde Staten, waaruit bleek dat 79% van hen bereid was om vrijwillig deel te nemen aan een tijdelijk werkprogramma waarbij ze in staat werden gesteld om een aantal jaren legaal te werken om vervolgens gedwongen weer te vertrekken.
Volgens de structurele vraagtheorie krijgen illegale immigranten werk doordat ze liever werk verrichten dat niemand anders wil doen dan dat ze moeten werken voor extreem lage lonen. Bewijs hiervoor kan worden gezien in de gemiddelde lonen van illegale dagloners in de Amerikaanse staat Californië (10 tot 12 dollar per uur in een onderzoek uit 2005), die hoger lagen dan het uurloon van veel startersbanen op kantoor. De theorie stelt dat voorbeelden als deze aantonen dat er geen directe concurrentie bestaat tussen ongeschoolde illegale immigranten en ingeboren werkenden. Het centrale concept hierbinnen vormt het idee dat illegale immigranten banen aannemen die niemand wil. Volgens Massey heeft dit bepaalde implicaties voor beleid, daar dit beweringen tegenspreekt als zouden illegale immigranten "lonen verlagen" of "banen inpikken van ingeboren werkenden".

#### Armoede
Waar economische modellen kijken naar relatieve rijkdom en inkomen tussen herkomst- en bestemmingslanden, impliceren ze niet noodzakelijk dat illegale migranten altijd arm zijn gemeten naar standaarden van het land van herkomst. De armste bevolkingsklassen in een ontwikkelingsland hebben niet altijd de beschikking over de middelen om een illegale oversteek te wagen of over de connecties met vrienden of familie die reeds verblijven in het bestemmingsland. Uit onderzoeken van het Pew Hispanic Center blijkt dat de opleiding en de inkomensniveaus van illegale Mexicaanse immigranten in de Verenigde Staten zich rond de mediaan voor Mexico bevinden en dat de aanwezigheid van eerder naar de Verenigde Staten geëmigreerde familie of onderdeel vormen van een gemeenschap met veel emigranten een betere verwachtingsfactor vormt voor de keuze om te emigreren.
Andere voorbeelden tonen aan dat de groei van armoede, met name wanneer in verband gebracht met directe crises, de mate van waarschijnlijkheid van illegale immigratie vergroot. Zo werd de Tequilacrisis van 1994 die direct volgde op de inwerkingtreding van de Noord-Amerikaanse Vrijhandelsovereenkomst (NAFTA) in verband gebracht met wijdverspreide armoede en een lagere waardering voor de peso ten opzichte van de dollar. Deze crisis stond ook aan het begin van een enorme groei van de emigratie uit Mexico, waarbij de netto illegale immigratie naar de VS elk jaar groeide van midden jaren 1990 tot midden jaren 2000.

### Familiehereniging
Sommige immigranten proberen illegaal een land binnen te komen om zo te kunnen leven bij hun geliefden. Visa voor familiehereniging worden verstrekt aan wettelijke inwonenden of genaturaliseerde burgers, maar deze visa zijn vaak gebonden aan maximumaantallen en jaarlijkse quota's. Groepen die niet hieronder vallen gebruiken soms illegale immigratie om hereniging toch plaats te kunnen laten vinden. Douglas Massey stelt op basis van onderzochte Mexicaanse migratiepatronen dat de kans dat een Mexicaan illegaal emigreert naar de VS significant stijgt wanneer deze er reeds een of meerdere gezinsleden heeft wonen, al dan niet legaal.
In veel landen is het homo's niet toegestaan te trouwen, wat hen uitsluit van gezinshereniging en bijvoorbeeld in de VS sommigen aanzet tot het illegaal verlengen van hun verblijf na het verlopen van hun visa om zo bij hun geliefden te kunnen blijven.

### Oorlog en asiel
Immigratie kan ook worden veroorzaakt door het verlangen om zaken te ontvluchten als (burger)oorlogen, onderdrukking (bijvoorbeeld politiek), vervolging (bijvoorbeeld religieus), frequente mishandeling, pesterij of genocide. Dergelijke immigranten kunnen, hoewel ze de grens naar een ander land soms illegaal zijn overgestoken, in sommige landen toch in aanmerking komen voor de legale status van politiek asiel. Daartegenover staan talloze potentiële asielzoekers die de asielstatus niet willen aanvragen of aan wie deze geweigerd is en als zodanig worden gecategoriseerd als "illegale immigranten", waardoor ze te maken kunnen krijgen met strafvervolging of deportatie.
Er zijn talloze gevallen bekend van massamigratie uit door armoede of oorlog getroffen landen, zoals bijvoorbeeld Rwanda, Burundi, Afghanistan (dat in 1988 ruim 3 miljoen vluchtelingen buiten de landgrenzen telde en in 2001 ruim 5 miljoen alleen al in Pakistan), Colombia, El Salvador, Moldavië, Vietnam (bootvluchtelingen), Ierland (19e eeuw) en Italië (1870 - eind 19e eeuw). Van Colombia is bekend dat na decennia van conflict grofweg 1 van elke 10 Colombianen buiten de landsgrenzen leeft. Een groeiend aantal Colombianen emigreert naar Spanje (ruim 7.000 in 1993; ruim 80.000 in 2002 en 244.000 in 2003. Veel Colombianen trekken ook naar de Verenigde Staten, waar hun aantal volgens schattingen van het Amerikaanse Departement voor Binnenlandse Veiligheid bijna verdriedubbelde van ongeveer 51.000 in 1990 tot ongeveer 141.000 in 2000.
El Salvador kende vanaf de jaren 1980 een ware exodus van haar bevolking als gevolg van burgeroorlog en onderdrukking. Naar schatting leeft bijna een derde van de Salvadoranen in het buitenland. Het merendeel trok naar de Verenigde Staten, waar zij de grootste immigrantengroep vormen. Volgens het Office of Human Relations van de Amerikaanse county Santa Clara (Californië) was de Amerikaanse overheid verantwoordelijk voor het laten voortduren van het conflict, door te stellen dat de democratie hersteld was in het land en dat verhalen over door de VS en de Salvadoraanse overheid gesteunde moordcommando's overtrokken waren, op basis waarvan de Amerikaanse immigratie- en naturalisatiedienst in de jaren 1980 slechts 2% van de politieke asielzoekers een visum verschafte. Activisten sprongen echter in het gat en boden in strijd met de officiële Amerikaanse immigratiewetten een los netwerk (“sanctuary movement”) om de illegale immigranten te helpen en hen thuis onderdak te verlenen, hen te helpen met reizen , hen te verbergen en te helpen om werk te vinden.

## Gevaren
Illegale immigranten stellen zichzelf vaak bloot aan gevaren. Zo kunnen ze worden onderschept en worden teruggebracht, maar ze kunnen ook worden misbruikt door mensensmokkelaars, die hen tot slavernij (bijvoorbeeld in de prostitutie of andersoortige dwangarbeid) dwingen. Ten slotte komt het niet zelden voor dat ze onderweg omkomen.

### Slavernij
Na het einde van de legale internationale slavenhandel door de Europese grootmachten begin 19e eeuw heeft deze zich voortgezet, zij het in kleinere mate. Illegale migranten worden soms ontvoerd voor of onder valse voorwendselen gelokt tot slavenarbeid, bijvoorbeeld in fabrieken en werkplaatsen. Illegale immigranten vormen gewillige doelen voor deze vorm van moderne slavernij omdat ze als illegale migrant moeilijk toegang hebben tot hulp of diensten. Zo kunnen Birmese vrouwen die door mensenhandelaars naar Thailand gesmokkeld om te werken in fabrieken en bordelen de taal vaak niet of slecht spreken en zijn ze kwetsbaar voor misbruik door de politie als gevolg van hun illegale immigrantenstatus. In Europa gaat het sinds de val van het IJzeren Gordijn vaak om vrouwen uit Oost-Europa die worden gedwongen tot seksuele slavernij in West-Europa.

### Dood
Elk jaar sterven vele slachtoffers bij pogingen om illegaal andere landen binnen te komen. Aan de grens tussen Mexico en de Verenigde Staten vallen jaarlijks honderden doden door uitdroging in de woestijnen van het Zuidwesten van de Verenigde Staten tijdens het hete zomerseizoen. Bij het oversteken van de Middellandse Zee van Afrika naar Europa sterven velen door verdrinking doordat boten vaak overbeladen zijn. In de sinds 1974 met mijnenvelden bezaaide grensstreek tussen Griekenland en Turkije vallen ook regelmatig doden.